# Ross County Football Club 2013-2014
Questa voce raccoglie le informazioni riguardanti il Ross County Football Club nelle competizioni ufficiali della stagione 2013-2014.

## Stagione
La squadra peggiorò il risultato della precedente stagione, finendo al settimo posto in Scottish Premiership; nelle coppe replicò il cammino dell'anno precedente, finendo eliminato subito sia in Coppa di Scozia che in Coppa di Lega.

## Maglie
| Manica sinistra · Manica sinistra · Maglietta · Maglietta · Manica destra · Manica destra · Pantaloncini · Pantaloncini · Calzettoni · Calzettoni | Manica sinistra · Maglietta · Maglietta · Manica destra · Pantaloncini · Calzettoni · Calzettoni |

## Rosa
| N. |                             | Ruolo | Calciatore        |
| -- | --------------------------- | ----- | ----------------- |
| 1  | Scozia (bandiera)           | P     | Mark Brown        |
| 3  | Inghilterra (bandiera)      | D     | Ben Gordon        |
| 4  | Scozia (bandiera)           | C     | Stuart Kettlewell |
| 5  | Scozia (bandiera)           | D     | Scott Boyd        |
| 8  | Scozia (bandiera)           | C     | Richard Brittain  |
| 10 | Scozia (bandiera)           | C     | Rocco Quinn       |
| 11 | Paesi Bassi (bandiera)      | A     | Melvin de Leeuw   |
| 14 | Paesi Bassi (bandiera)      | A     | Darren Maatsen    |
| 15 | Scozia (bandiera)           | A     | Gary Glen         |
| 16 | Scozia (bandiera)           | D     | Alex Cooper       |
| 18 | Indonesia (bandiera)        | C     | Marc Klok         |
| 20 | Scozia (bandiera)           | P     | Michael Fraser    |
| 21 | Irlanda del Nord (bandiera) | D     | Brian McLean      |
| 22 | Scozia (bandiera)           | D     | Steven Saunders   |
| 23 | Irlanda (bandiera)          | A     | Graham Carey      |

| N. |                             | Ruolo | Calciatore        |
| -- | --------------------------- | ----- | ----------------- |
| 24 | Scozia (bandiera)           | A     | Steven Ross       |
| 26 | Grecia (bandiera)           | D     | Vangelis Ikonomou |
| 27 | Martinica (bandiera)        | A     | Yoann Arquin      |
| -  | Slovacchia (bandiera)       | D     | Erik Cikos        |
| -  | Scozia (bandiera)           | D     | Grant Munro       |
| -  | Svizzera (bandiera)         | D     | Mihael Kovačević  |
| -  | Svizzera (bandiera)         | D     | Branislav Micic   |
| -  | Slovacchia (bandiera)       | C     | Filip Kiss        |
| -  | Camerun (bandiera)          | C     | Yann Songo'o      |
| -  | Scozia (bandiera)           | C     | Michael Tidser    |
| -  | Paesi Bassi (bandiera)      | A     | Kevin Luckassen   |
| -  | Irlanda del Nord (bandiera) | A     | Ivan Sproule      |
| -  | Svizzera (bandiera)         | A     | Orhan Mustafi     |
| -  | Inghilterra (bandiera)      | A     | Jordan Slew       |

## Risultati

### Scottish Premiership
| Arbitro: | Willie Collum |

|                                       |           |                   |
| Anthony Stokes 27’ Anthony Stokes 87’ | Marcatori | 3’ Darren Maatsen |

| Arbitro: | Alan Muir |

|                  |           |                                                       |
| Graham Carey 71’ | Marcatori | 18’ Kris Doolan 53’ Steven Lawless 59’ Steven Lawless |

| Arbitro: | Brian Colvin |

|                                                                            |           |  |
| Nigel Hasselbaink 14’ David Wotherspoon 18’ Stevie May 50’ Dave Mackay 62’ | Marcatori |  |

| Arbitro: | Calum Murray |

|                                                                       |           |  |
| Stuart Kettlewell 9’ Richard Brittain 24’ (rig.) Richard Brittain 57’ | Marcatori |  |

| Edimburgo 31 agosto 2013, ore 16:00 5ª giornata | Hibernian   | 0 – 0 referto | Ross County | Easter Road Stadium (9.569 spett.)\| Arbitro: \| Iain Brines \| |
| Arbitro:                                        | Iain Brines |               |             |                                                                 |

| Arbitro: | Brian Colvin |

|                                  |           |                                                                                    |
| Ivan Sproule 72’ Rocco Quinn 77’ | Marcatori | 18’ (rig.) Gary Mackay-Steven 20’ Stuart Armstrong 40’ Ryan Gauld 65’ Nadir Ciftci |

| Arbitro: | Euan Norris |

|                                             |           |                     |
| Melvin de Leeuw 89’ Richard Brittain 90'+2’ | Marcatori | 24’ Callum Paterson |

| Arbitro: | Bobby Madden |

|                                                |           |                     |
| John Sutton 54’ John Sutton 68’ Bob McHugh 77’ | Marcatori | 30’ Melvin de Leeuw |

| Arbitro: | Crawford Allan |

|                 |           |  |
| Rocco Quinn 52’ | Marcatori |  |

| Arbitro: | Stephen Finnie |

|                                  |           |  |
| Kris Boyd 17’ Jackson Irvine 71’ | Marcatori |  |

| Arbitro: | Calum Murray |

|  |           |                                                   |
|  | Marcatori | 8’ David Raven 40’ Billy McKay 78’ Marley Watkins |

| Arbitro: | Willie Collum |

|                                      |           |                     |
| Steven Thompson 35’ Conor Newton 51’ | Marcatori | 67’ Steven Saunders |

| Arbitro: | Kevin Clancy |

|                  |           |                                                                       |
| Ivan Sproule 68’ | Marcatori | 41’ Virgil van Dijk 53’ Virgil van Dijk 70’ Joe Ledley 73’ Joe Ledley |

| Arbitro: | Crawford Allan |

|                                        |           |                                      |
| Callum Paterson 28’ Ryan Stevenson 89’ | Marcatori | 23’ Graham Carey 50’ Melvin de Leeuw |

| Arbitro: | Bobby Madden |

|                       |           |                                 |
| Stuart Kettlewell 33’ | Marcatori | 7’ Chris Johnston 43’ Kris Boyd |

| Arbitro: | Crawford Allan |

|                     |           |                                 |
| Melvin de Leeuw 62’ | Marcatori | 15’ John Sutton 27’ John Sutton |

| Arbitro: | Iain Brines |

|                        |           |  |
| Gary Mackay-Steven 69’ | Marcatori |  |

| Arbitro: | Brian Colvin |

|  |           |                                       |
|  | Marcatori | 18’ Michael Nelson 56’ Jordon Forster |

| Arbitro: | Calum Murray |

|              |           |  |
| Nicky Low 2’ | Marcatori |  |

| Arbitro: | Alan Muir |

|                 |           |                                |
| Aaron Doran 89’ | Marcatori | 15’ Scott Boyd 17’ Alex Cooper |

| Arbitro: | Euan Norris |

|                  |           |  |
| Graham Carey 88’ | Marcatori |  |

| Arbitro: | Bobby Madden |

|                                                    |           |                                              |
| Lyle Taylor 28’ Lyle Taylor 39’ Steven Lawless 46’ | Marcatori | 23’ Filip Kiss 50’ Ben Gordon 76’ Filip Kiss |

| Arbitro: | Craig Charleston |

|                                                |           |  |
| Filip Kiss 42’ Yoann Arquin 69’ Filip Kiss 74’ | Marcatori |  |

| Arbitro: | Kevin Clancy |

|                  |           |                                        |
| Yann Songo'o 45’ | Marcatori | 37’ Callum Paterson 80’ Scott Robinson |

| Arbitro: | Crawford Allan |

|                                |           |                                   |
| Kris Boyd 48’ Kris Boyd 90'+2’ | Marcatori | 30’ Yoann Arquin 36’ Yann Songo'o |

| Arbitro: | Bobby Madden |

|                                      |           |                      |
| Sam Stanton 10’ (rig.) Tom Taiwo 24’ | Marcatori | 59’ Richard Brittain |

| Arbitro: | Willie Collum |

|                                      |           |                 |
| Yoann Arquin 38’ Melvin de Leeuw 83’ | Marcatori | 66’ John McGinn |

| Arbitro: | Craig Thomson |

|                      |           |                        |
| Richard Brittain 14’ | Marcatori | 9’ Kallum Higginbotham |

| Arbitro: | Bobby Madden |

|  |           |                     |
|  | Marcatori | 29’ Melvin de Leeuw |

| Arbitro: | Iain Brines |

|                                    |           |                  |
| James McFadden 48’ John Sutton 60’ | Marcatori | 82’ Yann Songo'o |

| Arbitro: | Brian Colvin |

|                     |           |                 |
| Melvin de Leeuw 35’ | Marcatori | 77’ Adam Rooney |

| Arbitro: | John Beaton |

|                  |           |                     |
| Kris Commons 35’ | Marcatori | 16’ Melvin de Leeuw |

| Arbitro: | Calum Murray |

|                |           |                                    |
| Filip Kiss 50’ | Marcatori | 45'+2’ Aaron Doran 79’ Billy McKay |

| Arbitro: | Willie Collum |

|                                             |           |  |
| Jamie Hamill 65’ (rig.) Dale Carrick 90'+5’ | Marcatori |  |

| Arbitro: | Kevin Clancy |

|                                            |           |               |
| Filip Kiss 41’ Richard Brittain 77’ (rig.) | Marcatori | 88’ Kris Boyd |

| Arbitro: | Craig Thomson |

|                 |           |  |
| Gregg Wylde 79’ | Marcatori |  |

| Arbitro: | John Beaton |

|                             |           |  |
| Richard Brittain 63’ (rig.) | Marcatori |  |

| Arbitro: | Bobby Madden |

|                                   |           |                                                      |
| Lyle Taylor 51’ George Moncur 73’ | Marcatori | 22’ Jordan Slew 48’ Yoann Arquin 77’ Melvin de Leeuw |

### Scottish Cup
| Arbitro: | Craig Thomson |

|  |           |                    |
|  | Marcatori | 31’ Danny HaNEDing |

### Scottish League Cup
| Arbitro: | Stephen Finnie |

|                                                           |           |                                               |
| Sean Winter 65’ Chris Aitken 71’ (rig.) Martin Grehan 82’ | Marcatori | 45’ (rig.) Richard Brittain 79’ Orhan Mustafi |